# Бедфорд (окръг, Тенеси)
Окръг Бедфорд (на английски: Bedford County) е окръг в щата Тенеси, Съединени американски щати. Площта му е 1230 km², а населението – 37 586 души (2000). Административен център е град Шелбивил.